# Marbach (Erfurt)
Marbach ist ein Ortsteil der Thüringer Landeshauptstadt Erfurt.

## Geografie
Der Ort befindet sich im Westen von Erfurt. Westlich von Marbach liegt auf einer Anhöhe der Erfurter Stadtteil Salomonsborn. Im Süden erstreckt sich eines der größten Kleingartengebiete Erfurts. Östlich und nördlich der Ortslage sind Ackerflächen und die Bundesstraße B 4. Durch den Ort fließt der gleichnamige Bach.

## Geschichte

Karte von Marbach (1843)

Marbach wurde 1211 unter dem Namen Martbech erstmals urkundlich erwähnt. Bis ca. 1300 gehörte Marbach den Grafen zu Gleichen, die den Ort später an mehrere Grundbesitzer weitergaben. Im Dreißigjährigen Krieg wurde Marbach fast komplett zerstört. Die Einwohner flüchteten nach Erfurt, kehrten aber nach Kriegsende nach Marbach zurück und bauten den Ort wieder auf.
Der Ort kam ab 1532 schrittweise zum Gebiet der Stadt Erfurt. Seit der Verwaltungsreform von 1706 gehörte er zum Amt Alach. 1802 kam er mit dem Erfurter Gebiet zu Preußen und zwischen 1807 und 1813 zum napoleonischen Fürstentum Erfurt. Mit dem Wiener Kongress kam Marbach wieder zu Preußen und wurde 1816 dem Landkreis Erfurt in der preußischen Provinz Sachsen angegliedert. Bei dessen Auflösung 1932 kam Marbach zum Landkreis Weißensee.
Ab 1830 nahm die Zahl der Marbacher Bevölkerung stetig zu, sodass zwischen 1854 und 1862 eine Straße in Richtung Erfurt errichtet wurde.
Am 11. April 1945 kamen bei einem US-amerikanischen Artillerie-Angriff auf Marbach 24 Zivilisten ums Leben. 17 von ihnen wurden in einem Gemeinschaftsgrab auf dem Friedhof Marbach beigesetzt.
Am 1. Juli 1950 wurde der Ort nach Erfurt eingemeindet.
Nach der Wende 1990 nahm die Bevölkerungszahl von Marbach mit der Errichtung vieler Neubauten auf das Vierfache zu.

## Einwohnerentwicklung
| Jahr      | 1843 | 1910 | 1939 | 1990 | 1995 | 2000 | 2005 | 2010 | 2012 | 2013 | 2014 | 2015 | 2016 | 2017 | 2019 | 2020 |
| --------- | ---- | ---- | ---- | ---- | ---- | ---- | ---- | ---- | ---- | ---- | ---- | ---- | ---- | ---- | ---- | ---- |
| Einwohner | 0309 | 0550 | 1264 | 0966 | 1090 | 2925 | 3573 | 3750 | 3821 | 3906 | 3974 | 3997 | 4041 | 4139 | 4344 | 4401 |

## Brauchtum
Als einer der ältesten Vereine in Marbach übernimmt der Marbacher Burschenverein die Aufgabe der Bewahrung der kulturellen Traditionen Marbachs. Das Veranstalten der jährlichen Kirmes, einer der Höhepunkte des Jahres, ist die Hauptaufgabe des Burschenvereins.
Der Marbacher Karneval Club (MKC) bietet seit 1962 in sieben Veranstaltungen je Saison mit teilweise mehr als 300 Besuchern Karneval auf hohem Niveau. Der MKC ist der zweitälteste und einer der größten Karnevalsvereine in der Landeshauptstadt Erfurt.

## Sport
Seit 2001 hat Marbach eine eigene Fußballmannschaft, die Sport-Freunde Marbach, die seit ihrer Gründung schon dreimal aufgestiegen sind und nun (seit 2010) in der Kreisoberliga Erfurt-Sömmerda spielen. Darüber hinaus gibt es eine 2. Männermannschaft (seit 2008/2009 1. Stadtklasse), eine Seniorenmannschaft sowie Junioren in der G-Bambini, F-Junioren, D-Junioren und eine A-Junioren. Vorsitzender der SF Marbach ist seit 2021 Martin Kästner, Vizepräsident ist Marcus Hofmann.
In Marbach wohnen die beiden ehemaligen Profifußballspieler Ronny Hebestreit und Andre Tews (früher für Rot Weiß Erfurt, jetzt SF Marbach).
Zudem wohnt in Marbach die Paralympics-Leichtathletin Maria Seifert.
Seit 2010 werden jedes Jahr im Sommer unter der Leitung der Sport-Freunde Marbach die Marbacher Tauzieh-Meisterschaften ausgetragen.

## Wirtschaft und Infrastruktur

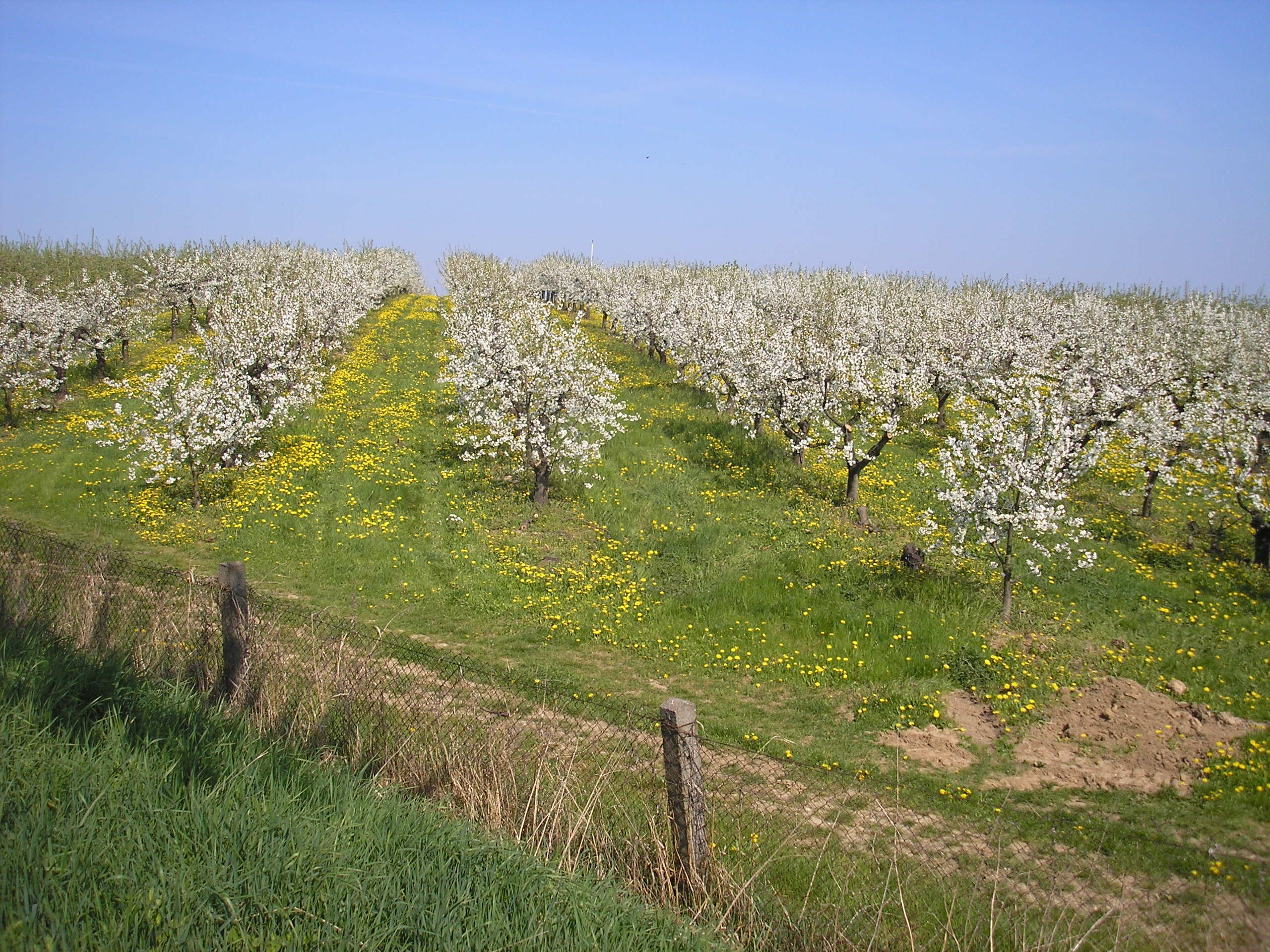
Apfelplantagen am Ortsrand

Zu DDR-Zeiten waren viele Marbacher in der Landwirtschaft beschäftigt und arbeiteten in der örtlichen LPG. Mittlerweile gibt es im Ort zahlreiche kleine und mittelständische Unternehmen, einen Kindergarten und außerdem diverse Einkaufsmöglichkeiten sowie eine Gastwirtschaft.
Über die 1862 fertiggestellte Schwarzburger Straße besteht eine schnelle Verbindung in die Erfurter Innenstadt. Die Erfurter Verkehrsbetriebe bedienen Marbach mit den Stadtbuslinien 90 und 95. Die Linie 90 verkehrt vom Erfurter Domplatz über Marbach nach Salomonsborn, während die Linie 95 morgens und nachmittags zwischen Marbach und dem Erfurter Norden (Einkaufszentrum Thüringen-Park) pendelt.
Auf Grund seiner Nähe zur Erfurter Innenstadt ist Marbach als Wohnort sehr beliebt, sodass in den letzten zehn Jahren zahlreiche Neubaugebiete entstanden. Seit 1990 stieg die Bevölkerungszahl von knapp 1000 auf heute ca. 4139.
Zwischen 1926 und 1967 hatte Marbach einen Haltepunkt an der Kleinbahn Erfurt–Nottleben.

## Politik
Nach der Wende im Jahr 1989 wurde in Marbach eine Ortschaftsverwaltung gebildet. Außerdem wurde damals kurzzeitig über eine Loslösung von Erfurt diskutiert, die Pläne wurden aber letztendlich wieder verworfen. 2014 wurde Katrin Böhlke (parteilos) zur Ortsbürgermeisterin gewählt. Sie löst damit Michael Siegel (CDU) ab, der das Amt seit 1994 innehatte.

## Sehenswürdigkeiten
- Dorfkirche St. Gotthardt: Sie wurde nach der Zerstörung einer Kirche aus dem 12. Jahrhundert nach dem Dreißigjährigen Krieg wieder aufgebaut. Die Kirchgemeinde gehört zum Kirchspiel Marbach-Salomonsborn.
- Granitkreuze auf dem Kirchhof Marbach verzeichnen die Namen von 25 Männern (ohne Unterscheidung zwischen Soldaten und Zivilisten), Frauen und Kindern, die bei dem amerikanischen Angriff am 11. April 1945 ums Leben kamen.
- Kriegerdenkmal (von 1922) auf dem Kirchhof mit den Namen von 31 Gefallenen und Vermissten des Ersten Weltkriegs sowie 54 Gefallenen und 14 Vermissten des Zweiten Weltkriegs.
- Ahmadiyya-Moschee[13]

## Persönlichkeiten
- August Possecker (1860–1936), Fossiliensammler